# Asiatisches Handicap
Bei Sportwetten nach dem Prinzip des Asiatischen Handicaps (kurz: AHC; englisch: Asian Handicap) geht eine der beiden Parteien mit einer tiefer gesetzten Wertung an den Start. Dieses Handicap wird auf das reale Endergebnis addiert. Die Besonderheit der AHC besteht darin, dass es bei dieser Wettart im Gegensatz zur Mehrweg-Wette und zur „normalen“ Handicap-Wette anstatt eines möglichen Unentschiedens den Einsatz zurückgibt. Asian-Handicap-Wetten werden hauptsächlich bei Fußballwetten angewandt.
Die Asian-Handicap-Wette wurde in Asien entwickelt und viele Buchmacher bieten verschiedene Formen des Asian Handicaps an.
Das elementare Spielprinzip ist dabei das sogenannte Absichern gegen ein Unentschieden, d. h., dass der Kunde im Falle eines Remis bei einem Sportereignis entweder die Wette gewinnt, oder aber einen Teil seines Einsatzes zurückbekommt, je nach gewählter Handicap-Art.

## Viertel Asian Handicap
Schreibweise: Team A – Team B 0:0,25, Team A -0,25 bzw. Team B +0,25 oder Team A -0,5; 0,0 bzw. Team B 0,0; +0,5
Bei dieser Variante wird der Einsatz des Kunden auf zwei Asian-Handicap-Wetten aufgeteilt. Dies ist in diesem Fall auf das Null-Asian-Handicap (Team B 0) und das Halbe Asian-Handicap (Team B +0,5).
Setzt nun der Kunde zum Beispiel 100 Wetteinheiten auf Team B +0,25, so teilt sich der Einsatz in 50 Wetteinheiten auf das Asian Handicap 0 und 50 Wetteinheiten auf das Asian Handicap +0,5. Siegt bei dieser Konstellation Team A, ist die komplette Wette verloren, der Spieler verliert also 100 Wetteinheiten.
Endet das Spiel unentschieden, bekommt der Spieler 50 Wetteinheiten für die Asian-Handicap-0-Wette zurück, außerdem wird die Halbe Asian-Handicap-Wette (Team B +0,5) als gewonnen gewertet, der Kunde bekommt dementsprechend seinen Einsatz auf die Halbe Asian-Handicap-Wette, in diesem Fall 50 Wetteinheiten, multipliziert mit der entsprechenden Quote, ausbezahlt.
Endet das Spiel mit einem Sieg für Team B, gilt die komplette Wette als gewonnen, der Spieler bekommt also seinen kompletten Einsatz, in diesem Fall 100 Wetteinheiten, multipliziert mit der entsprechenden Quote, ausbezahlt.

## Halbe Asian Handicap
Schreibweise: Team A – Team B 0:0,5 oder Team B +0,5 / Team B +1,5 / Team B +2,5 etc. bzw. Team A -0,5 / Team A -1,5 / Team A -2,5 etc.
Beispiel: Der Kunde setzt auf die Handicapwetten Team B +0,5, Team B +1,5 und Team A -0,5.
Gewinnt Team A mit einem Tor Vorsprung, gewinnen die Tipps Team B +1,5 und Team A -0,5. Die Wette Team B +0,5 verliert. Gewinnt Team A mit 2 oder mehr Toren Vorsprung, wird nur der Tipp Team A -0,5 als gewonnen gewertet. Endet das Spiel unentschieden, gewinnen die Tipps Team B +0,5, Team B +1,5, die Wette Team A -0,5 verliert erneut. Gewinnt Team B, werden die Tipps Team B +0,5 und Team B +1,5 als gewonnen gewertet.

## Ganze Asian Handicap
Schreibweise: Team A – Team B 0:1 oder Team A -1 bzw. Team B +1 / Team A -2 bzw. Team B +2 usw.
Bei dieser Form der Asian-Handicap-Wette gibt es die Möglichkeit eines Unentschiedens im Wettausgang. Die Ganze Asian Handicap wird von vielen Buchmachern und Wettanbietern angeboten und ist damit die häufigste Handicap-Wette. Hier gibt es infolge der ganzen Handicaps die Möglichkeit eines Unentschiedens. Im Falle eines Unentschiedens gibt es den Einsatz zurück. Siegt also Team A mit einem Tor Vorsprung, endet die Wette Team A -1 bzw. Team B +1 unentschieden also mit Einsatz zurück. (Beispiel: Team A siegt 2:1, infolge des Handicaps A -1 wird Team A ein Tor abgezogen, das Spiel endet also 1:1 unentschieden)
Die Wette Team A -2 bzw. Team B +2 wird jedoch als gewonnen gewertet.
Gewinnt Team A mit zwei Toren Vorsprung, gewinnt der Tipp Team A -1. Bei einem Unentschieden als Spielausgang gewinnt die Wette Team B +1 bzw. Team B +2 und höhere Wetten. Bei einem Sieg von Team B gewinnen die gleichen Tipps wie bei einem Unentschieden.

## Null Asian Handicap
Schreibweise: Team A 0 oder Team B 0
Bei dieser Form der Asian-Handicap-Wette erhält der Kunde im Falle eines Unentschiedens seinen Einsatz zurück. Gewinnt Team A, gewinnt der Tipp Team A 0, gewinnt Team B, gewinnt der Tipp Team B 0.

## Live Asian Handicaps
Die oben angegebenen Handicaps werden von verschiedenen europäischen und asiatischen Buchmachern auch „live“, also während des Spiels angeboten. Die Besonderheit bei Live Asian Handicaps ist, dass sich das Handicap meistens nur noch auf die Restzeit des Spiels bezieht, also lediglich vom Spielstand zum Zeitpunkt der Wettabgabe bis zum Spielende zählt. Virtuell steht es in diesem Fall also zum Zeitpunkt der Wettabgabe immer 0:0. Spielt man beispielsweise ein Asian Handicap Team A -0,5 (Stand 1:0), so gewinnt man seine Wette nur, wenn Team A mit zwei Toren Vorsprung gewinnt. In allen anderen Fällen gewinnt der Buchmacher, also unter anderem auch, wenn es beim 1:0 bleibt.

## Unterschied zum europäischen Handicap
Viele Buchmacher bieten auch das sogenannte europäische Handicap an. Im Gegensatz zum asiatischen Handicap gibt es hier drei Ausgangsmöglichkeiten. Neben Sieg und Niederlage kann hier auch auf ein Unentschieden gesetzt werden.